# Harald Starzengruber
Harald Starzengruber, né le 11 avril 1981 à Leogang, est un coureur cycliste autrichien.

## Palmarès sur route

### Par années
- 1998[1]
  - 7e du championnat du monde sur route juniors
- 2000
  -  Champion d'Autriche sur route espoirs
  - 3e du championnat d'Autriche du contre-la-montre espoirs
- 2001
  - 3e du Tour du Burgenland
- 2003
  - 3e étape du Giro Pesche Nettarine di Romagna
- 2004
  - Gran Premio Brefer
  - Piccola Sanremo
  - Circuito di Colle Umberto
  - Mémorial Carlo Valentini
  - 3e de la Coppa Caduti di Reda
- 2005
  - Circuito Internazionale di Caneva
  - Coppa Fratelli Paravano
  - Coppa Colli Briantei Internazionale
- 2006
  - Tour du Burgenland
  - 2e étape du Friedens und Freundschaftstour
- 2007
  - 3e du Völkermarkter Radsporttage
- 2008
  - 3e du championnat d'Autriche du critérium
  - 3e du championnat d'Autriche du contre-la-montre
- 2009
  - Giro di Festina Schwanenstadt
- 2010
  -  Champion d'Autriche sur route
  - 3e du Tour du Burgenland

### Classements mondiaux
| Année            | 2005 | 2006 | 2007   | 2008 | 2009 | 2010 |
| ---------------- | ---- | ---- | ------ | ---- | ---- | ---- |
| UCI America Tour |      |      |        |      | 96e  |      |
| UCI Asia Tour    |      |      |        |      |      | 301e |
| UCI Europe Tour  | 338e | 594e | 1 108e | 903e | 443e | 350e |

## Palmarès en cyclo-cross
- 1996-1997[1]
  - 3e du championnat d'Autriche de cyclo-cross cadets
- 1997-1998
  -  Champion d'Autriche de cyclo-cross juniors
- 2000-2001
  -  Champion d'Autriche de cyclo-cross espoirs
- 2002-2003
  -  Champion d'Autriche de cyclo-cross espoirs
- 2003-2004
  - 2e du championnat d'Autriche de cyclo-cross
- 2005-2006
  - 2e du championnat d'Autriche de cyclo-cross
- 2008-2009
  - 3e du championnat d'Autriche de cyclo-cross